# 더 흐라프스합

더 흐라프스합(네덜란드어: De Graafschap)는 두틴험을 연고로 하는 네덜란드의 프로 축구 클럽이다. 현재 네덜란드 축구 리그 에이르스터 디비시에서 활동하고 있다.
1954년 2월 1일에 창단되었으며,  더 베이베르베르흐 스타디온에서 홈 경기를 치른다. 홈 경기장은 2000년 8월 12일에 개장되었고 더 흐라프스합의 오래된 경기장 부지에 있다. 클럽명은 네덜란드어로 "시골"을 뜻한다. 그래서 Superboeren ("최고의 농부")라는 별칭을 지녔다.

## 성적
- 에이르스터 디비시
  - 우승: 1991, 2007, 2010
- 트베이더 디비시
  - 우승: 1969

## 선수 명단

### 현역
참고: FIFA 자격 규정에 따라 소속된 국가대표팀 국기를 표시합니다. 선수는 복수의 FIFA 비회원국 국적을 가지고 있을 수 있습니다.
| 번호 | 포지션 | 국적 | 이름         |
| ---- | ------ | ---- | ------------ |
| 2    | DF     |      | 세스 사리넨  |
| 9    | FW     |      | 잭 쿠퍼 러브 |

| 번호 | 포지션 | 국적     | 이름        |
| ---- | ------ | -------- | ----------- |
| 37   | GK     | 포르투갈 | 와냐 마르살 |

## 역대 감독
| 감독        | 임기        |
| ----------- | ----------- |
| 핌 베어벡   | 1987 ~ 1989 |
| 페터르 보스 | 2002 ~ 2003 |
| 얀 프레만   | 2014 ~ 2016 |
| 얀 프레만   | 2023 ~      |